# Matthew H. Sankey
Matthew Henry Phineas Riall Sankey (ur. 9 listopada 1853 w Nenagh, zm. 3 października 1925) – irlandzki inżynier mechanik i kapitan w Corps of Royal Engineers; prowadził badania zmierzające do zwiększenia sprawności silników parowych. Opracował m.in. graficzny sposób prezentacji bilansu energii, który jest od dziesięcioleci powszechnie używany – w różnych dziedzinach nauki i techniki – jako wykres Sankeya.

## Życiorys
Matthew Henry Phineas Riall Sankey urodził się w 1853 roku w irlandzkim hrabstwie Tipperary (miejscowość Nenagh), jako syn generała. Uczęszczał do szkoły w Szwajcarii (Morges i Schaffhausen) oraz do Mr. Rippon’s School i Royal Military Academy w Woolwich (Greenwich). W 1873 roku odbył obowiązujący przed włączeniem do Royal Engineers kurs wstępny w School of Military Engineering (Chatham, Kent). Był oficerem w Royal Commission on Railway Accidents. Służył w Wielkiej Brytanii i w Gibraltarze oraz, od 1879, był instruktorem fortyfikacji w Royal Military College w Kingston (Ontario). W 1882 roku został przydzielony do badań geodezyjnych w Ordnance Survey Establishment w Southampton.

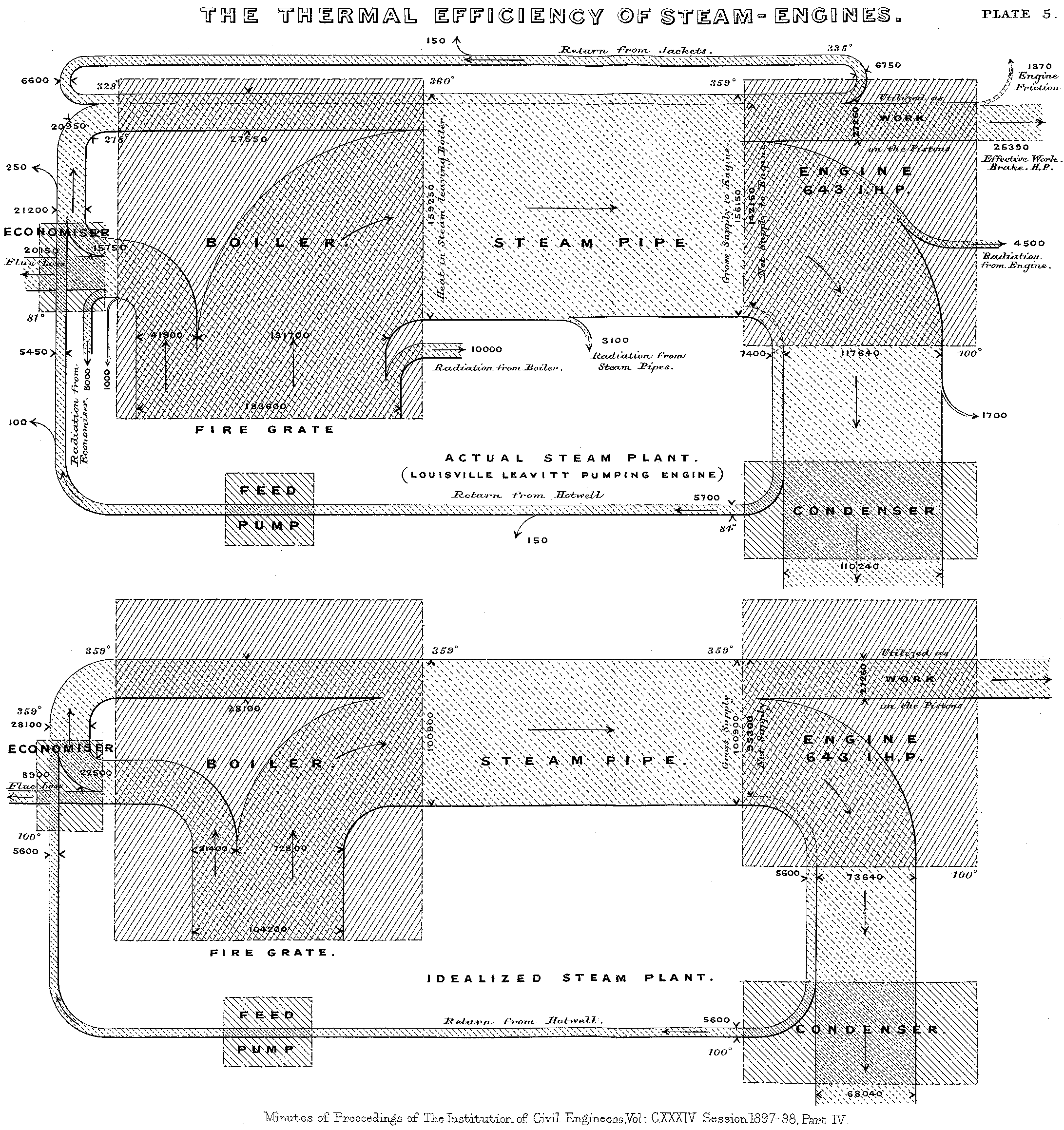
Sprawność silnika parowego – wykres Sankeya (1898)

Zajmował się problemami galwanizacji; zaproponował, we współpracy z Peterem Williansem, innowacje umożliwiające zwiększenie sprawności silników parowych. W 1886 roku został członkiem Institution of Civil Engineers.
W 1889 roku Sankey opuścił służbę wojskową (z inicjatywy Willansa) i pracował na kierowniczych stanowiskach w firmie Willans & Robinson Ltd., gdzie kontynuował badania termodynamiki silników parowych. Po śmierci Willansa (1892) był odpowiedzialny za budowę silników i turbin parowych w tej firmie. W tym czasie opracował fundamentalne publikacje dotyczące sprawności silników (1896).
W kolejnych latach Sankey został dyrektorem i inżynierem-konsultantem w Marconi Wireless Telegraph Company, Ltd i Marconi International Marine Communications Co. Ltd (pełnił te funkcje do końca życia).
W czasie I wojny światowej kapitan Sankey wstąpił ochotniczo do służby w Director of Fortifications and Works w War Office (był na linii frontu w 1915 i 1918).
Matthew H. Sankey jest autorem specjalistycznych artykułów technicznych (np. The Thermal Efficiency of Steam Engines, 1898) i książek, m.in. dotyczących przepływów energii (schematy i ich zastosowania do analizy pracy silników tłokowych). Wydał też tłumaczenia z niemieckiego na angielski podstawowych prac Augusta Rittera (np. Elementary theory and calculation of Iron Bridges and Roofs). Był członkiem Rady Zarządzającej National Physical Laboratory; w latach 1920–1921 pełnił funkcję prezesa Institution of Mechanical Engineers.